# Atomic Kitten (album)
Atomic Kitten è una raccolta del girl group britannico Atomic Kitten, pubblicato nel 2003 solo per il mercato degli Stati Uniti.

## Tracce
1. It's OK! – 3:15
2. Be with You – 3:38
3. The Tide Is High (Get the Feeling) – 3:25
4. Feels So Good – 3:30
5. Walking on the Water – 4:00
6. Love Doesn't Have to Hurt – 3:28
7. Love Won't Wait – 3:33
8. Whole Again – 3:03
9. The Last Goodbye – 3:07
10. Right Now – 3:35
11. Eternal Flame – 3:15
12. The Moment You Leave Me – 3:28